# بحران دیپلماتیک قطر
بحران دیپلماتیک قطر در روز ۵ ژوئن ۲۰۱۷ با قطع روابط دیپلماتیک ۴ کشور عربی به محوریت عربستان سعودی با قطر آغاز شد. در مقابل نیز کشورهای ایران و ترکیه به حمایت از قطر پرداختند.
ابتدا چهار کشور عربستان سعودی، مصر، امارات متحده عربی، بحرین به محوریت عربستان سعودی با قطر قطع روابط دیپلماتیک نمودند، پس از آن برخی کشورهای عربی از این اقدام عربستان سعودی پشتیبانی کرده و روابط خود را با قطر قطع کردند. کشورهایی که به عربستان سعودی پیوستند عبارت بودند از لیبی، یمن، مالدیو، سنگال، موریتانی، چاد، کومور، نیجر و گابن که به کارزار عربستان سعودی علیه قطر پیوستند. دولت اردن نیز شامگاه سه‌شنبه ۶ ژوئن ۲۰۱۷ اعلام کرد که سطح مناسبات دیپلماتیک خود را با قطر کاهش می‌دهد.
این نخستین بار نبود که کشورهای عربی حوزه خلیج فارس با قطر وارد تنش جدی می‌شوند. پیرو این چالش در تاریخ ۵ ژوئن ۲۰۱۷ روابط تمامی راه‌های زمینی، دریایی و هوایی عربستان و کشورهای همسو با قطر بسته شد. این کشورها ادعا کرده بودند که پادشاه قطر (تمیم بن حمد بن خلیفه آل ثانی) چندی پیش طی یک سخنرانی ایران را قدرتی بزرگ و ضامن ثبات در منطقه خوانده و حماس را نماینده فلسطینیان دانسته بود. گفته‌شد این سخنان امیر قطر موجب ناخشنودی دولت‌های عرب حوزه خلیج فارس مخصوصاً عربستان شد؛ بنا بر این، اظهارات، امیر قطر نه تنها از ایران پشتیبانی می‌کرد؛ بلکه در مقابل تلاش عربستان و متحدانش برای انزوای ایران می‌ایستاد. این اظهارات در فاصله کوتاهی پس از حضور دونالد ترامپ، رئیس‌جمهور آمریکا در ریاض منتشر شد.

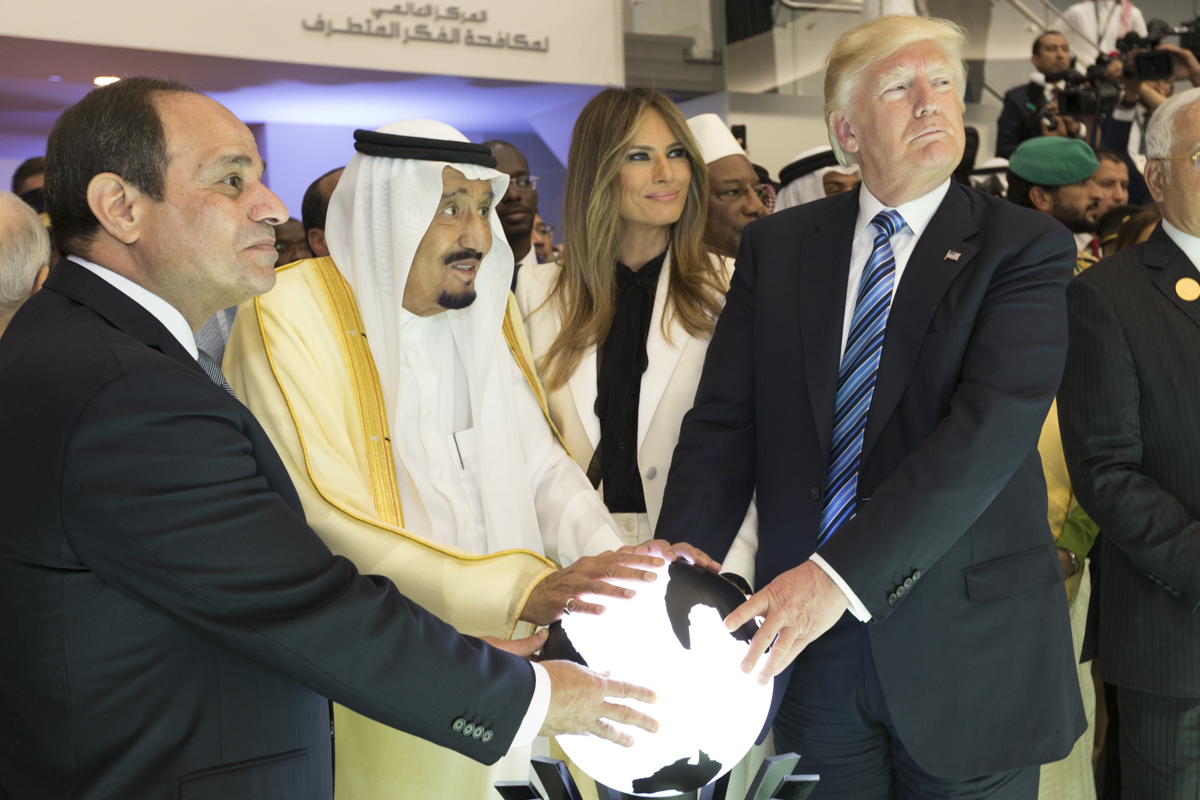
دونالد ترامپ، رئیس‌جمهور آمریکا، سلمان بن عبدالعزیز آل سعود پادشاه عربستان سعودی و عبدالفتاح سیسی رئیس‌جمهور مصر در نشست ۲۰۱۷ سران کشورهای عرب

در نهایت، با فشار ایالات متحده آمریکا در واپسین روزهای ریاست‌جمهوری دونالد ترامپ به کشورهای تحریم‌کننده قطر، این کشورها حاضر شدند بدون حل و فصل موارد مورد اختلاف، به محاصره همه‌جانبه خود علیه این کشور پایان دهند و محمد بن سلمان از تمیم بن حمد آل ثانی، امیر قطر، دعوت کرد تا در چهل و یکمین نشست شورای همکاری خلیج فارس، شرکت کند و بدین‌سان، روابط این کشورها در این دوره به وضعیت عادی بازگشت.

## پیشینه
در ۲۳ ماه مه ۲۰۱۷ بعد از پایان اجلاس کشورهای عربی با حضور امیر قطر که ترامپ نیز در آن شرکت داشت توسط خبرگزاری قطر اظهاراتی از طرف امیر قطر، شیخ تمیم، منتشر شد که در آن آمده است: «ایران وزنه مهمی در خاورمیانه و جهان اسلام است و نمی‌توان آن را نادیده گرفت و قطر روابط جدی خود با آمریکا و ایران را همزمان حفظ می‌کند، صلاح نیست که تنش‌ها با ایران بالا گیرد وی ایران را کشوری دارای وزنه منطقه‌ای و اسلامی توصیف کرد که نمی‌توان آن را نادیده گرفت و در ادامه خواست تنشی با ایران آغاز نشود.» به‌دنبال آن قطر اعلام کرد که این اظهارات مربوط به امیر قطر نیست و خبرگزاری قطر توسط افراد ناشناس هک شده و این اظهارات را روی خبرگزاری قطر گذاشته‌اند.

## واکنش قطر
وزیر خارجه قطر بلافاصله سخنرانی منسوب به تمیم بن حمد بن خلیفه آل ثانی را تکذیب کرد و اعلام کرد گروهی توطئه کرده بودند که با هک کردن خبرگزاری رسمی قطر و انتشار چنین اظهاراتی، روابط با این کشور را تیره کنند. قطر بارها تأکید کرد که شیخ تمیم آل ثانی چنین جملاتی را نگفته و با رخنه‌گرها برخورد خواهد شد.
روز دوشنبه ۵ ژوئن ۲۰۱۷ وزیر خارجه قطر ساعاتی بعد از اینکه بحرین، مصر، عربستان و امارات اعلام کردند روابطشان با این کشور شبه جزیره را قطع می‌کنند گفت هیچ توجیه قانونی برای ۴ کشور عرب که روابطشان با قطر را قطع می‌کنند نیست و این تصمیم نقض حاکمیت قطر است.
در تاریخ ۸ ژوئن ۲۰۱۷ شیخ محمد دیپلمات ارشد قطر گفت تعدادی از کشورها قطر را متهم ساختند که از گروه‌های تروریستی منطقه‌ای حمایت کرده است ادعاهایی که توسط دوحه تکذیب شده است. او اضافه کرد این کشور شبکه خبری الجزیره را نخواهد بست. او همچنین گفت امیر قطر تا وقتی کشورش در محاصره باشد کشور را ترک نمی‌کند؛ بنابراین نمی‌تواند در ملاقات پیشنهادی با پرزیدنت ترامپ برای میانجیگری شرکت کند.
در همین تاریخ وزارت کشور قطر اعلام کرد، افراد هک کننده سایت خبرگزاری دولتی این کشور در اینترنت شناسایی شده‌اند.
وزیر خارجه قطر روز ۱۰ ژوئن ۲۰۱۷ اعلام کرد کشورش با تهران روابط مثبت دارد که خارج از چارچوب شورای همکاری خلیج فارس نیست. محمد بن عبدالرحمان آل ثانی گفت هرگز با قاسم سلیمانی در عراق دیدار نداشته است و این دروغ، بخشی از توطئه علیه ما است.

## قطع رابطه کشورهای عربی
- کشورهای عربی حمایت قطر از مخالفان داخلی، حمایت از ایران، حمایت از داعش و القاعده و گروه‌های افراط گرای اسلامی را دلیل قطع روابط با قطر اعلام کردند.
- مصر اعلام کرد که قطر از داعش، القاعده و گروه‌های افراط گرای اسلامی در صحرای سینا حمایت می‌کند. مصر همچنین حمایت دوحه از سازمان‌های تروریستی و تلاش برای فتنه انگیزی و شکاف در میان کشورهای عربی را دلایل قطع رابطه اعلام کرد.
- بحرین با انتشار بیانیه‌ای قطر را به ضربه زدن به امنیت و ثبات بحرین و حمایت از فعالیتهای تروریستی مسلحانه و پشتیبانی مالی از آنها متهم کرد.[۱۶]
- عربستان اعلام کرد که برای امنیت ملی خود در برابر خطرات ناشی از تروریسم و افراط گرایی با قطر قطع رابطه می‌کند.
- محمد الدایری وزیر امور خارجه لیبی نیز اعلام کرد که کشورش برای همبستگی با کشورهای عربی با قطر قطع رابطه می‌کند و علت آن را حمایت قطر از سازمان‌های تروریستی داعش و القاعده ذکر کرد.
- مالدیو روز دوشنبه ۵ ژوئن ۲۰۱۷ به بحرین، مصر، عربستان سعودی، و امارات متحده عربی در قطع روابط با قطر پیوست و اعلام کرد روابط دیپلماتیک خود را با قطر بخاطر حمایت آن از گروه‌های اسلام‌گرا قطع می‌کند. روابط دیپلماتیک میان مالدیو و قطر در سال ۱۹۸۴ میلادی شروع شده بود.[۳۰][۳۱][۳۲]
- چاد نیز سفیرش را از قطر فراخوانده و از قطر خواست به فعالیت‌های تخریبی خود پایان دهد.[۳۳] این کشور آفریقای مرکزی که عمدتاً مسلمان است به کشورهای سنگال و موریتانی پیوست که سفیران خود را از قطر فراخوانده‌اند.[۲۷]
- کشور کومور نیز در ۸ ژوئن ۲۰۱۷ روابط خود را با قطر قطع کرد.[۳۴]
- دولت نیجر روز ۱۰ ژوئن ۲۰۱۷ در همبستگی با کشورهای عربی سفیر خود را از قطر فراخواند. این کشور انتقاد خود را از قطر که از گروه‌های اسلامگرای افراطی پشتیبانی می‌کند ابراز داشت.[۱۷]

|                                                                                          |  |  |
| عبدالفتاح سیسی (راست) رهبر کودتای ۲۰۱۳ مصر علیه محمد مرسی (چپ) که از سوی قطر حمایت می‌شد. |  |  |

## تحریم‌ها و اقدامات کشورهای عربی

### اقدامات در شروع بحران
کشورهای عربی با شروع بحران اقدامات زیر را انجام دادند:
- قطع کلیه روابط دیپلماتیک و بستن سفارت‌های قطر درکشورهای خود
- بستن مرزهای آبی، هوایی و خاکی ۴ کشور با قطر
- بیرون کردن کلیه اتباع قطری از کشورهای خود
- عدم اجازه ورود اتباع قطری به کشورهایشان
- منع پروازهای هوایی به کشور قطر
- عدم اجازه پرواز هواپیماهای قطری از کشورهایشان
- اخراج قطر از ائتلاف نظامی به رهبری عربستان
- لغو مجوز فعالیت شبکه خبری الجزیره و بستن دفتر آن در عربستان[۳۵][۳۶][۳۱]

کارشناسان می‌گویند که با ۳۵ میلیارد دلار ذخیره ارزی بانک مرکزی قطر و ۳۰۰ میلیارد دلار سرمایه‌گذاری در دیگر نقاط جهان، تا زمانی که آن کشور توانایی گاز طبیعی را دارد تحریم‌ها هیچ تأثیری بر آن نداشته و قطر به رشد خود ادامه خواهد داد.

### افزودن ۱۸ فرد و گروه به فهرست تروریسم
بنا به گزارش منتشر شده در ۲۵ ژوئیه ۲۰۱۷ چهار کشور عمده عربی ۱۸ فرد و گروه دیگر مرتبط با قطر را به فهرست تروریسم خود اضافه کردند. این فهرست شامل سه بنیاد خیریه یمنی، سه گروه رسانه‌ای در لیبی، دو تشکل مسلح و یک مؤسسه مذهبی است و براساس گزارش خبرگزاری رویترز پیش از این نیز در فهرست گروه‌های تروریستی اعلام شده توسط ایالات متحده قرار داشتند و تحت تحریم هستند. چهار کشور عربستان سعودی، امارات، مصر و بحرین در بیانیه مشترک خود افزودند: «فعالیت‌های تروریستی گروه‌ها و افراد مورد اشاره به‌طور مستقیم و غیرمستقیم با مسئولان قطری مرتبط بوده است.»

## شروط از سرگیری روابط
به گفته توییتر اسکای نیوز عربستان سعودی یک التیماتوم ۲۴ ساعته به قطر برای پذیرش ده خواسته را داده است. شبکه الجزیره قطر و روزنامه السیاسه کویت، از ده شرط عربستان برای ازسرگیری روابط با قطر خبر دادند. اما رسانه‌های عربستانی آن را تکذیب کرده‌اند. این شرط‌ها عبارتند از:
1. قطع فوری روابط دیپلماتیک با ایران و ترکیه
2. اخراج اعضای حماس از کشور
3. مسدودکردن حساب اعضای حماس و توقف کمک مالی به آنها
4. اخراج اعضای اخوان المسلمین مصر
5. اخراج مخالفان شورای همکاری کشورهای عرب خلیج فارس از کشور
6. توقف حمایت از گروه‌های تروریستی
7. توقف دخالت در امور داخلی مصر
8. توقف پخش برنامه از شبکه تلویزیونی الجزیره
9. عذرخواهی از ۵ کشور دیگر عضو شورای همکاری خلیج فارس بابت مطالب پخش‌شده از الجزیره
10. تعهد به پایبندی به کلیه سیاست‌های شورای همکاری خلیج فارس[۴۰][۴۱][۴۲]

وزیر خارجه بحرین خالد بن احمد آل خلیفه در ۸ ژوئن ۲۰۱۷ گفت یکی از شرایط عادی شدن روابط ما با قطر این است که قطر از ایران که دشمن شماره یک کشورهای عربی خلیج فارس است دوری جوید. وی گفت از اینکه قطر علیه بحرین توطئه و تبلیغات رسانه‌ای می‌کند و نیز از اینکه از تروریست‌ها و گروه‌هایی که علیه کشور من دست به عمل می‌زنند حمایت می‌کند در عذاب هستیم.

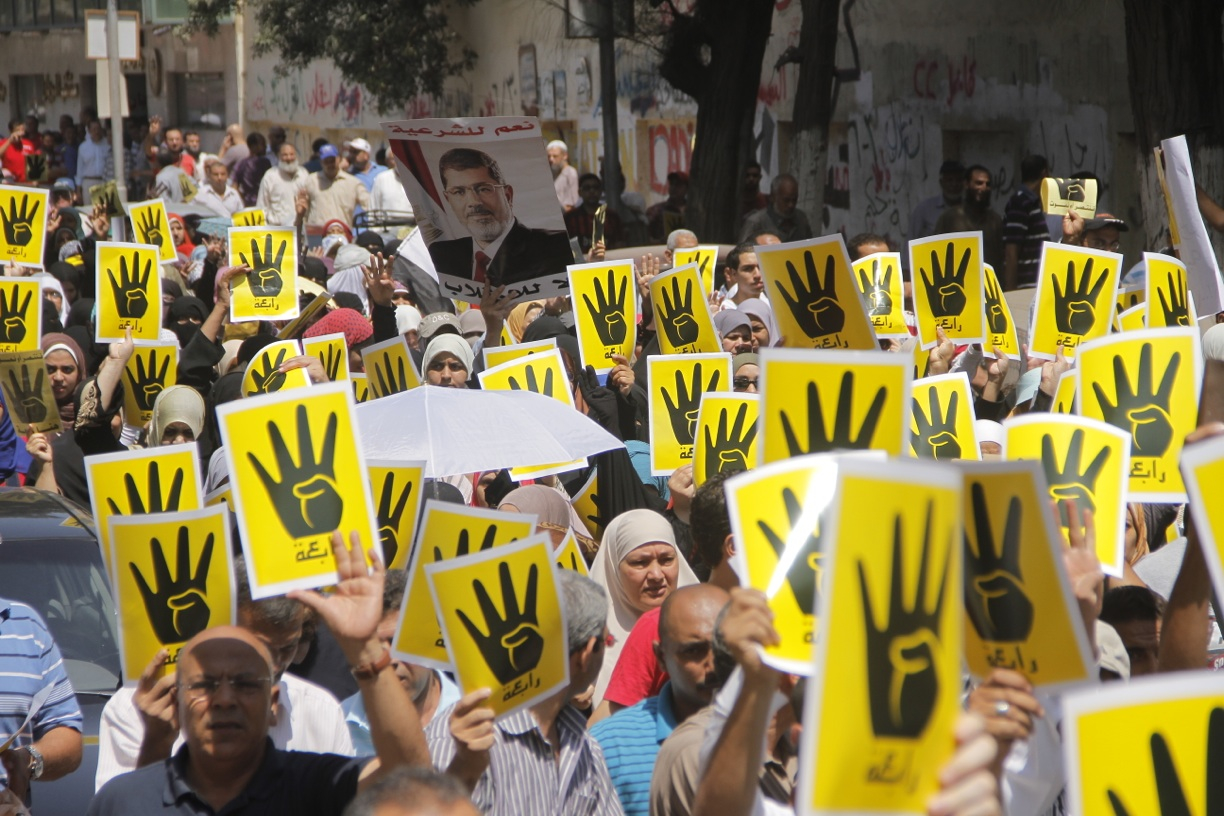
بر پایهٔ گزارش الجزیره، یورش‌های اوت ۲۰۱۳ مصر که در آن بیش از ۱۱۰۰ هوادار اخوان‌المسلمین در قاهره کشته شدند، توسط بالاترین مقامات دولت «عبدالفتاح سیسی» برنامه‌ریزی شده بود.

## فهرست تقاضاهای کشورهای عربی

### فهرست تقاضاها
در تاریخ ۲۳ ژوئن ۲۰۱۷ چهار کشور عربی توسط کویت یک فهرست از تقاضاهای خود را به امیر قطر ارائه دادند که شامل موارد زیر بوده است:
- تمامی روابط دیپلماتیک خود را قطع کند و تمامی دفاترش در ایران را ببندد.
- اعضای سپاه پاسداران را از قطر اخراج کند و هرگونه همکاری مشترک با ایران را متوقف کند. تنها تجارت و بازرگانی با ایران که مغایر تحریمهای آمریکا و بین‌المللی نباشند مجاز خواهند بود.
- تمامی روابط با سازمانهای تروریستی به ویژه با اخوان المسلمین، داعش، القاعده و حزب‌الله لبنان را قطع کند. رسماً این نهادها را به‌عنوان گروه‌های تروریستی اعلام کند.
- ایستگاه الجزیره و شعباتش را ببندد.
- شعبات خبری که قطر کمک مالی مستقیم یا غیرمستقیم می‌دهد شامل عرب۲۱ و رصد (Rassd) و العربی الجدید و میدل ایست آی را ببندد.
- به حضور نظامی ترکیه در قطر به‌سرعت خاتمه بدهد و هرگونه همکاری نظامی مشترک با ترکیه در قطر را پایان بدهد.
- تمامی کانال‌های کمک مالی به اشخاص و گروه‌ها یا سازمان‌هایی که توسط عربستان و امارات و مصر و بحرین و آمریکا و سایر کشورها نامگذاری تروریستی شده‌اند متوقف شود.
- اشخاص تروریست و تحت تعقیب در عربستان، امارات، مصر و بحرین به کشورهای اصلی شان تحویل داده شوند دارایی‌هایشان مسدود شود و هرگونه اطلاعات تحرکات و منابع مالیشان ارائه شوند.
- به مداخله در امور داخلی کشورهای مستقل خاتمه داده شود. اعطای شهروندی به اشخاص تحت تعقیب در عربستان، امارات، مصر و بحرین متوقف شود. شهروندی قطری برای ملیت‌های موجودی که قوانین آن کشورها را نقض می‌کند را ملغی کند.
- تمامی تماس‌ها با اپوزیسیون سیاسی در عربستان، امارات، مصر و بحرین را متوقف کند. همه پرونده‌ها شامل جزئیات تماس‌ها و حمایتهای قبلی قطر با گروه‌های اپوزیسیون را تحویل بدهد.
- برای همه از دست رفتن جان‌ها و سایر خسارات مالی که سیاست‌های قطر باعث آنها بوده غرامت بدهد. کل مبلغ این غرامت با هماهنگی قطر تعیین می‌شود.
- خودش را به لحاظ نظامی، سیاسی، اجتماعی و اقتصادی و سایر امور اقتصادی با سایر کشورهای خلیج و کشورهای عربی همسو کند همانگونه که در ۲۰۱۴ با عربستان به توافق رسیده بود.
- با این تقاضاها ظرف ۱۰ روز توافق کند و الا این فهرست بی‌اعتبار می‌شود. در این سند گفته نشده است که اگر قطر متابعت نکند چه خواهد شد. رضایت به حسابداری ماهانه برای سال اول بعد از توافق با این خواسته‌ها و بعداً برای سال بعد هر سه ماه یکبار خواهد بود. به مدت ۱۰سال بعد قطر سالانه جهت متابعت، تحت مانیتور خواهد بود.[۴۶]

### تلاش‌های دیپلماتیک
در ۲۸ ژوئن ۲۰۱۷ وزرای خارجه قطر و عربستان به واشینگتن رفتند تا در مورد اختلافات بین دو کشور گفتگو کنند، وزیر خارجه قطر ضمن رد ۱۳ خواسته کشورهای عربی، خواستار گفتگو برای حل بحران بود و وزیر خارجه عربستان نیز اعلام کرد که ۱۳ شرط گذاشته شده قابل مذاکره نیستند و قبل از هر چیز قطر بایستی این شروط را پذیرفته و اجرا کند؛ لذا مذاکرات در آمریکا به نتیجه‌ای نرسید.

### اجلاس در مصر
روز ۵ ژوئیه ۲۰۱۷ چهار کشور عربی مصر، عربستان، امارات و بحرین در قاهره پایتخت مصر جلسه‌ای تشکیل داده و پاسخ منفی قطر را بررسی کردند، وزیر امور خارجه مصر بعد از پایان جلسه این چهار کشور بیانیه‌ای را قرائت کرد و ضمن ابراز تأسف از پاسخ منفی قطر گفت که این کشورها امیدوارند که قطر تصمیم درستی بگیرد، وی همچنین پاسخ‌های قطر به خواسته‌ها را منفی و بی محتوا خواند.

### موضع قطر
در ۱ ژوئیه ۲۰۱۷ و دو روز مانده به پایان مهلت ده روزه تعیین شده توسط عربستان، قطر شرایط عربستان و متحدانش را رد کرد. زیرا پذیرش این شروط منجر به از دست رفتن حق حاکمیت وستفالی آن و تبدیل به یک کشور تحت‌الحمایه و مهم‌تر از آن تضعیف موقعیت پادشاه و وقوع یک کودتا خواهد شد (در تاریخ قطر، کودتاهای زیادی بوده). روز ۲۲ ژوئیه ۲۰۱۷ شیخ تمیم بن حمد آل ثانی امیر قطر در یک سخنرانی تلویزیونی گفت شرایط کشورهای تحریم کننده نباید با حاکمیت ما در تضاد باشد و اختلافات اخیر در شورای همکاری خلیج فارس و محاصره اقتصادی قطر به ساکنان این کشور صدمه زده و زمان پایان دادن به آن فرا رسیده است.

### عقب‌نشینی و حمله دوباره
در ۱۹ ژوئیه ۲۰۱۷ وزرای خارجه کشورهای تحریم کننده در یک نشست خبری در دفتر نمایندگی دائم امارات در سازمان ملل متحد اعلام کردند که دیگر «اجرای دقیق» شروط سیزده‌گانه از سوی قطر را شرط پایان تحریم‌ها نمی‌دانند و ضرب الاجلی نیز در نظر ندارند. آنها خواسته‌های خود را به «شش اصل» برای مقابله با افراطی‌گری و تروریسم کاهش دادند.
اما در ۳۰ ژوئیه وزرای خارجه کشورهای تحریم کننده، بار دیگر بر ضرورت عمل کردن قطر به خواسته‌های سیزده‌گانه پافشاری کرده و اعلام کردند که تنها در این صورت حاضر به انجام گفتگو با قطر و رفع تحریم هستند.

## وقایع و موضع‌گیری‌ها

### کشورها عربی
- احمد ابوالغیط، دبیرکل اتحادیه کشورهای عرب ضمن ابراز تاسف از تیرگی روابط کشورهای منطقه و عربستان با قطر اعلام کرد ما آماده همکاری میان کشورهای عربی و قطر با همکاری کشورهای عضو هستیم.[۵۳]
- سازمان همکاری اسلامی با انتشار بیانیه‌ای از قطر خواست به تعهدات خود پایبند باشد.[۵۴]
- وزرای خارجه تونس و تشکیلات خودگردان فلسطینی در یک نشست مطبوعاتی نسبت به رفع بحران پیش آمده بین کشورهای عربی و قطر اظهار امیدواری کردند.[۵۵]
- وزیر خارجه عمان، یوسف بن علوی به قطر سفر کرد، وزرات خارجه عمان اعلام کرد که این سفر، شخصی و از پیش برنامه‌ریزی شده بوده و ربطی به بحران قطع رابطه برخی کشورهای عربی با قطر ندارد.[۵۶]
- عربستان و متحدان آن روز ۱۰ ژوئن ۲۰۱۷ پس از درخواست ترامپ از قطر مبنی بر این که به پشتیبانی خود از گروه‌های تروریستی خاتمه دهد؛ از موضع‌گیری وی استقبال کردند ولی درخواست ترامپ برای کاستن از محاصره اقتصادی قطر را نادیده گرفتند.[۵۷]
- در ۱۷ اوت ۲۰۱۷ پادشاه عربستان، ملک سلمان، پس از وساطت عبدالله بن علی بن جاسم آل ثانی برای شرکت حجاج قطری در مراسم حج امسال، دستور داد که حجاج قطری از طریق گذرگاه زمینی مرزی بین دو کشور بدون کارت الکترونیکی می‌توانند برای حج اقدام کنند، وی همچنین به خطوط هوایی عربستان نیز دستور داد که پس از پایان مراسم حج، آنها را از منامه به دوحه برگردانند و همه هزینه‌های حجاج قطری نیز به حساب وی باشد.[۵۸]
- در ۲۱ اوت ۲۰۱۷ دولت چاد قطر را به تلاش برای بی‌ثباتی کشورش از طریق لیبی متهم کرد و به اعضای سفارت قطر در این کشور ده روز مهلت داد تا خاک این کشور را ترک کنند.[۵۹]

### آمریکا
- روز دوشنبه ۵ ژوئن ۲۰۱۷ کاخ سفید در یک بیانیه گفت که پس از آنکه برخی کشورها روابط خود را با قطر قطع کردند دونالد ترامپ ملتزم به کار کردن برای کاستن از بحران‌های خلیج فارس است
- وزیر امور خارجه آمریکا رکس تیلرسون و وزیر دفاع جیمز متیس گفتند که این اختلاف نبایستی در جنگ علیه تروریسم تأثیر بگذارد.
- روز چهارشنبه ۷ ژوئن پرزیدنت دونالد ترامپ رئیس‌جمهور آمریکا با ملک سلمان بن عبدالعزیز آل سعود پادشاه عربستان سعودی صحبت کرد. دو رهبر در مورد هدف‌های حیاتی ممانعت از حمایت مالی از سازمان‌های تروریستی و از بین بردن ترویج افراطی‌گری توسط هر کشوری در این منطقه گفتگو کردند. ترامپ تأکید کرد که یک شورای همکاری خلیج فارس برای شکست تروریسم و بهبود ثبات منطقه حیاتی است.[۶۰]
- هدر ویلسون وزیر نیروی هوایی ایالات متحده آمریکا روز سه شنبه ۶ ژوئن در نشست کمیته نیروهای مسلح سنا، با اشاره به بالا گرفتن تنش‌های قطر با عربستان سعودی و همپیمانان منطقه‌ای آن، گفت نگرانی بابت فعالیت‌های پایگاه هوایی خود در قطر نداریم و خطری پایگاه هوایی ما در قطر را تهدید نمی‌کند.[۶۱]
- روز جمعه ۹ ژوئن ۲۰۱۷ دونالد ترامپ، رئیس‌جمهور آمریکا، گفت که قطر «به‌طور تاریخی از تروریسم در سطح بالایی حمایت مالی می‌کرده است.» وی از این کشور خواست کمک مالی به تروریسم را متوقف کند. ترامپ گفت در ملاقاتش با سران کشورهای عرب و مسلمان، توافق شد که حمایت مالی، نظامی یا حتی اخلاقی از تروریسم پایان گیرد، بنابراین زمان آن فرارسیده است که حمایت قطر از تروریسم پایان بگیرد.[۶۲][۵۷]
- در ۲۹ ژوئن ۲۰۱۷ نیکی هیلی سفیر آمریکا در سازمان ملل اعلام کرد که اولویت دونالد ترامپ رئیس‌جمهور آمریکا در موضوع قطر، متوقف کردن کمکهای مالی قطر به گروه‌های تروریستی و حماس می‌باشد.[۶۳]

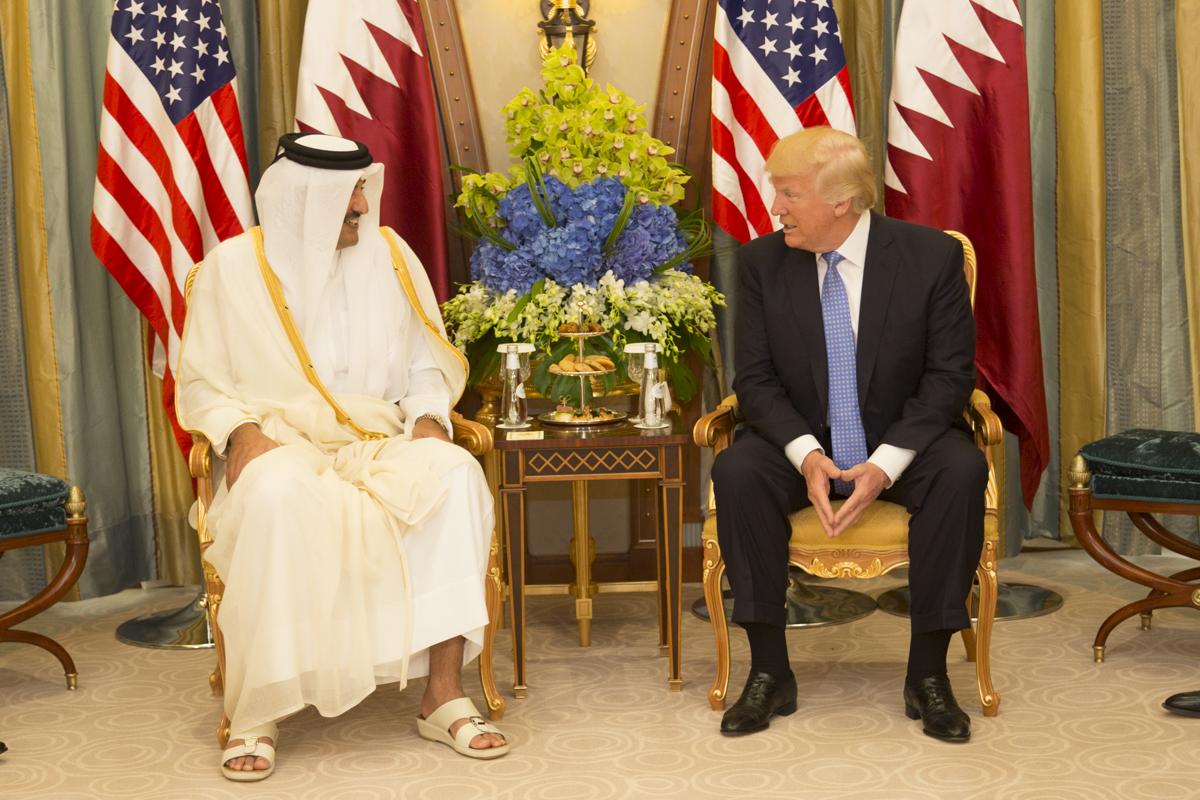
دونالد ترامپ، رئیس‌جمهور آمریکا در گفتگو با تمیم بن حمد بن خلیفه آل ثانی پادشاه قطر، می ۲۰۱۷

### نهادهای بین‌المللی
- آنتونیو گوترش دبیرکل سازمان ملل متحد در ۸ ژوئن ۲۰۱۷ اعلام کرد از هرگونه تلاش برای رفع تنش بین قطر و کشورهای عربی استقبال می‌کند. او از همه کشورها خواست تا از ایجاد تشنج خودداری نمایند و برای غلبه بر اختلافات تلاش کنند.[۶۴]
- در تاریخ ۴ ژوئیه ۲۰۱۷ رئیس چینی شورای امنیت تأکید کرد که بحران پیش آمده بین قطر و کشورهای منطقه تنها از طریق گفتگو بین خودشان قابل حل است و سازمان ملل در این بحران دخالت نخواهد کرد. این در حالی است که وزیر امور خارجه قطر از شورای امنیت خواسته بود که از کشورهای منطقه بخواهند که تحریم‌های هوایی و زمینی قطر را لغو کنند.[۶۵]

### سایر کشورها
- سخنگوی دولت آلمان روز ۶ ژوئن ۲۰۱۷ به دولت ایران هشدار داد از اقدامی که موجب تشدید تنش در خلیج فارس شود پرهیز کند مارتین شافر گفت باید در عمل و در حرف قبول کنیم که پشتیبانی مالی از تروریسم نباید سیاست هیچ دولتی باشد.[۶۶]
- آنگلا مرکل صدراعظم آلمان روز جمعه ۹ ژوئن ۲۰۱۷ نسبت به وضعیت قطر ابراز نگرانی کرد. وی افزود همه کشورهای خلیج فارس و همچنین ایران و ترکیه برای حل و فصل منازعه منطقه کار کنند. مرکل گفت او خواهان حفظ تعادل قوا به‌طور معقولی در این منطقه است و اینکه مبارزه با تروریسم وقتی رهبران جی۲۰ در ماه آینده در هامبورگ دیدار می‌کنند در دستور کار باشد.[۶۷]
- سرگئی لاوروف وزیر امور خارجه روسیه روز ۱۰ ژوئن ۲۰۱۷ بعد از ملاقات با محمد بن عبدالرحمن؛ وزیر خارجه قطر درخواست کرد که این کشور و کشورهای منطقه بحران موجود را با گفتگو حل کنند. او اضافه کرد در این راه آماده هرگونه کمک است و مبارزه با تروریسم با همبستگی پیش می‌رود.
- رجب طیب اردوغان رئیس‌جمهور ترکیه روز ۹ ژوئن ۲۰۱۷ اعلام کرد که قطر از تروریسم پشتیبانی نمی‌کند. وی خواستار برداشتن کامل محاصره اقتصادی این کشور شد و برای حمایت از قطر، روز پیش از اعزام نیروی نظامی به این کشور را امضا و برای اجرا، ابلاغ کرد.

### ایران
- ایران مرز هوایی خود را بر روی پروازهای شرکت‌های هوایی قطر از جمله هواپیمایی قطر بازگذاشت و ارسال مواد غذایی را ترغیب نموده است اما ادامه تنش را بنفع منطقه نمی‌داند.[۳۷]
- ایران اعلام کرد که سه بندر بوشهر، بندرعباس و بندر لنگه را دراختیار قطر قرار خواهد داد و اجازه می‌دهد پروازهای شرکت هواپیمایی قطر به اروپا از طریق آسمان ایران انجام شود.[۶۸]
- شرکت هواپیمایی ایران ایر در تاریخ ۱۱ ژوئن ۲۰۱۷ اعلام کرد که ۵ فروند هواپیما حامل مواد غذایی به قطر فرستاده است.[۶۹]

## افزایش قیمت نفت
پس از آنکه کشورهای عربستان، مصر، امارات و بحرین روابط خود با قطر را قطع کردند و این کشور را به حمایت از تروریسم متهم ساختند، قیمت نفت خام روز دوشنبه ۵ ژوئن ۲۰۱۷ با افزایش جهشی مواجه شد. بر اساس این گزارش، قیمت هر بشکه نفت برنت در این روز با ۱٫۱ درصد افزایش به ۵۰ دلار و ۴۸ سنت رسید. قیمت نفت خام آمریکا هم با یک درصد رشد به ۴۸ دلار و ۱۷ سنت رسید. علت افزایش قیمت نفت، نگرانی دربارهٔ بی‌ثباتی در خاورمیانه و تأثیر آن بر بازار نفت بوده است.

## پایان بحران
به نقل از فایننشال تایمز، به گفتهٔ افراد مطلع در این زمینه، پادشاهی عربستان سعودی پس از پیروزی جو بایدن، رئیس‌جمهور منتخب در سال ۲۰۲۰، برای پایان دادن به بحران، تلاش کرده است.
در ۴ ژانویهٔ ۲۰۲۱ کویت، همسایهٔ عربستان سعودی و یکی از اعضای دیگر شورای همکاری خلیج فارس، به همراه ایالات متحده، مشترکاً میانجی‌گری توافقی را برای حل بحران انجام دادند. بر اساس این توافق، عربستان سعودی به محاصرهٔ همسایهٔ خود در خلیج فارس پایان می‌دهد و مرزهای خود را برای قطر باز می‌کند.
در ۵ ژانویهٔ ۲۰۲۱، تمیم بن حمد آل ثانی امیر قطر برای شرکت در اجلاس سران شورای همکاری خلیج فارس در شهر قدیمی العلا وارد عربستان سعودی شد. رهبران کنفرانس، بیانیه‌ای در العلا را امضا کردند. بن سلمان پیش از امضای این قرارداد گفت که حمایت کویت و آمریکا منجر به «توافق العلا» شده است که در این اجلاس مبارک امضا خواهد شد و در آن بر همبستگی کشورهای عربی و اسلامی تأکید شده است. علاوه بر این، یک بیانیهٔ پایانی امضا شد که هنوز محتوای آن منتشر نشده است. فیصل بن فرحان آل سعود وزیر امور خارجه عربستان گفت که آن‌ها توافق کرده‌اند که روابط کامل با دوحه از جمله از سرگیری پروازها را به روال قبل بازگردانند. قطر ظاهراً هیچ‌یک از ۱۳ خواسته را برآورده نکرده است. تحلیلگران می‌گویند که کشورهای پیرامون خلیج فارس در عوض، در مورد یک توافق امنیتی مشترک موافقت کرده‌اند.
آنتونیو گوترش، دبیرکل سازمان ملل متحد از حل بحران و باز شدن مرزهای هوایی، زمینی و دریایی بین عربستان سعودی، امارات متحده عربی، بحرین، مصر و قطر استقبال کرد. در بیانیه‌ای که در ۵ ژانویه ۲۰۲۱ منتشر شد، وی ابراز امیدواری کرد که «همهٔ کشورهای مربوط با روحیه‌ای مثبت، تقویت روابط خود ادامه دهند.» او همچنین از تلاش‌های امیر فقید کویت و سلطان فقید عمان برای حل بحران خلیج فارس تقدیر کرد. یک تحلیلگر سیاست خاورمیانه بر این باور بود که پیمان محرمانه میان رهبران خلیج فارس احتمالاً چندسطحی و شامل چندین توافق دوجانبه است.
تا ۱۸ اوت ۲۰۲۱، سه دولت مستقل روابط دیپلماتیک خود را با قطر احیا نکرده بودند.
تا ۱۰ اوت ۲۰۱۹، دو کشور نیجر و جیبوتی، همچنان روابط دیپلماتیک خود با قطر را بدون قطع کامل روابط کاهش داده بودند.